# Schlacht an der Porta Collina
Die Schlacht an der Porta Collina war ein Gefecht zwischen Optimaten und Italikern auf der Seite der Popularen während der römischen Bürgerkriege.

## Vorgeschichte
Lucius Cornelius Sulla Felix landete 83 v. Chr. nach seinem Sieg über Mithridates (siehe Mithridatische Kriege) in Brundisium (heute Brindisi) im heutigen Apulien in Südostitalien. Er hatte ein Heer von 40.000 Soldaten unter seiner Führung und begann mit dem zweiten Marsch auf Rom. Die während Sullas Abwesenheit in Italien herrschenden Popularen, gestützt auch auf die italischen Samniten, traten Sulla entgegen, verloren aber in Süditalien mehrere Schlachten. Der Feldherr Pontius Telesinus hatte in diesem Jahr ein populares Heer, bestehend aus Samniten und Freiwilligen, die er in Lucanien und Latium angeworben hatte, gegen Sulla aufgestellt. Er versuchte Sullas Armee schon in Praeneste aufzuhalten, kam dort aber erst an, als Sulla schon auf dem Weg nach Rom war. Im Oktober 82 v. Chr. ließ er nun sein Heer in Gewaltmärschen zurück an die Mauern Roms marschieren, um eine kampflose Besetzung der Stadt zu verhindern. Am 1. November 82 v. Chr. kam es zur Schlacht.

## Ablauf
Pontius kam eigentlich zu spät, da Sullas Heer schon wichtige Stellungen und die Porta Collina eingenommen hatte (das Collinische Tor war eines der zahlreichen Stadttore, die durch die Stadtmauer Roms führten). Nach langem erfolglosen Anstürmen auf die Stadtmauer verließ viele der Popularen der Kampfeswillen, sodass sich viele Abteilungen zurückzogen. Als Pontius den Rückzug seiner Truppen bemerkte, eilte er selbst in die vordersten Linien und feuerte seine Truppen abermals an, wurde jedoch von einem Pfeil verletzt und blieb auf dem Schlachtfeld liegen. Hierauf ließ Sulla die Reiterei aus dem Stadttor stürmen und konnte so mehrere tausend Samniten gefangen nehmen, der Rest floh vom Schlachtfeld. Die Schlacht war damit entschieden.

## Folgen
Nach dem Sieg Sullas in der Schlacht an der Porta Collina konnte er mit seiner Armee in Rom einmarschieren und ließ sich noch im selben Jahr zum Diktator ernennen. Darauf folgte seine Schreckensherrschaft, in der Hinrichtungen und Ermordungen auf der Tagesordnung standen. Die Popularen hatten nach der Niederlage in dieser Schlacht in Rom im Grunde keine politische Macht mehr.
Einige tausend Samniten sowie der schwerverwundete Pontius Telesinus waren in Sullas Gefangenschaft, der sie in der Arena wilden Tieren zum Fraß vorwarf.